# WWF Suisse
 (juillet 2016).
Si vous disposez d'ouvrages ou d'articles de référence ou si vous connaissez des sites web de qualité traitant du thème abordé ici, merci de compléter l'article en donnant les références utiles à sa vérifiabilité et en les liant à la section « Notes et références ».
Le WWF Suisse est une organisation environnementale suisse, créée en 1961.

## Organisation
Le WWF Suisse est une fondation qui a son siège principal à Zurich et des sièges régionaux à Lausanne (VD) et à Bellinzone (TI). De plus, il dispose d’un centre de formation situé à Berne. En outre, 23 sections cantonales ayant le statut d’association indépendante soutiennent les activités du WWF Suisse. Grâce aux 270 000 membres et donateurs (sympathisants), 200 collaborateurs environ peuvent remplir la mission du WWF Suisse. En 2018, l’organisation a un budget de 45 millions de francs.

## Controverses et critiques
Le WWF, en tant qu'organisation visant à défendre l'environnement, a été critiqué sur les partenariats entretenus avec des grands groupes de la distribution alimentaire[réf. nécessaire]. Le site suisse d'information et de sensibilisation à l'écologie En Vert et Contre Tout a notamment partagé un article décryptant la stratégie de Migros pour vendre des fraises hors saisons labellisés par le WWF.